# Goleș (okręg Hunedoara)
Goleș – wieś w Rumunii, w okręgu Hunedoara, w gminie Toplița. W 2011 roku liczyła 7 mieszkańców.